# دنیس (میسیسیپی)
دنیس (به انگلیسی: Dennis) یک منطقهٔ مسکونی در ایالات متحده آمریکا است که در شهرستان تیشومینگو، میسیسیپی واقع شده‌است. دنیس ۱۷۷٫۰۹ متر بالاتر از سطح دریا واقع شده‌است.